# Большая Глушица (Самарская область)
Большая Глушица — село в Самарской области, административный центр Большеглушицкого района. Расположено на берегу реки Большой Иргиз в 40 км от железнодорожной станции Черниговка (на линии Пугачёв — Красногвардеец II).
Также является административным центром Сельского поселения Большая Глушица.

## История
В 1779 году на реке Глушице в месте её впадения в реку Большой Иргиз начала обустраиваться деревня с одноимённым названием. Большая Глушица когда-то называлась Погановкой. По переписи 1794 года, через 15 лет после её образования, в 32-х дворах проживало 285 человек (140 человек мужского и 135 женского пола). Рост населения шёл главным образом за счёт естественного прироста.
Массовый приток переселенцев начался в 1828 году. В этот край хлынули крестьяне малоземельных губерний России.
Село находилось вблизи тракта Самара-Уральск. Через Глушицу из Самары в Уральск везли мануфактуру, обувь, «мелочные товары». Из Уральска в Самару — рыбу, кожи, крупные рогатый скот, овец, лошадей. Со временем Глушица становится крупным торговым центром, где еженедельно проводятся базары. А трижды в год — шумные ярмарки.
В 1831 году на Иргизе начала заселяться деревня Малая Глушица (когда-то называлась Сопливкой), поэтому Глушицу стали называть Большой.
В 1840 году Большая Глушица насчитывала 1491 дом и 10 792 человека населения. В селе располагались волостное правление, почтовое отделение, судебное следствие, кредитное товарищество. Власть вершили волостной начальник, становой пристав, урядник.
К началу XX века в Большой Глушице насчитывалось три церкви и три приходские школы, земская школа, аптека, почтово-телеграфное отделение, кредитное общество, суд, волостное правление, кожевенный завод, многолавочное общество «Степь».
Село заселялось постепенно. Жители делят село на три части — приходы — по названиям церквей до революции: троицкий — западная часть, михайловский — восточная часть села, покровский — центральная часть села. В начале 1960-х годов начал застраиваться посёлок нефтяников — южная часть села.
Здесь жили потомки переселенцев из 17 губерний. Старинные названия улиц
говорят о том, откуда прибыли её жители: Канаевка (Гагарина), Рязанка (Донецкая), Тулятка (Дзержинского), Курятка (Фокина) и т. д. Старожилы и сейчас называют улицы по-своему. Например, ул. Дачную именуют Рябчинкой, а Краснознамённую — Донковкой и т. д.
В 1936 году житель Большой Глушицы, Михаил Савельевич Путинцев, исполняющий должность казначея Троицкой церкви написал жалобу вместе с людьми состоящими в церковном совете во ВЦИК тов. М. И. Калинину с просьбой оставить церковь в пользование верующим. Соратницей Михаила Савельевича была Агафья Степановна Зубачёва - Бобнева, впоследствии они будут скрываться от преследования. Жители состоящие в колхозе были против такого решения и написали в Москву жалобу, что Михаила Савельевича и Агафью Степановну осудили за контерреволюционную деятельность и дали обоим по 3 года.
После преследования оба вернулись в родное село, Михаил Савельевич пошёл защищать Родину в 1941 году и вернулся с фронта с язвой желудка, от которой и умер 20 сентября 1944 года, похоронен на Троицком кладбище Глушицы (могила неизвестна).
Агафья Степановна умерла в 1982 году и тоже была похоронена на Троицком кладбище ( на её могиле установлена памятная табличка).
Дело "О закрытии Троицкой церкви в Глушице" находится в местном музее.

## Население
| 1959 | 1970  | 1979  | 1989  | 2002    | 2010  | 2021  |
| ---- | ----- | ----- | ----- | ------- | ----- | ----- |
| 6276 | ↗9651 | ↘9460 | ↗9883 | ↗10 133 | ↘9667 | ↘9583 |

### Известные люди Большой Глушицы
- Злобин, Иван Данилович  (1904—1993) — советский государственный деятель и учёный.
- Коренченко, Рем Александрович (1926—2010) — советский экономист, заведующий кафедрой отраслевых экономик Пермского университета.
- Краснов, Иван Тарасович (1911—1952) — Герой Советского Союза.
- Лебедев, Александр Васильевич (1888—1937) — протоиерей Русской православной церкви, управляющий делами Московской патриархии.
- Фокин, Владимир Иванович (1897—1943) — Герой Советского Союза.
- Дергилёв, Иван Яковлевич (1926—1997) — русский советский художник, график, автор множества открыток, признанный классик советской открытки.
- Поликарпов, Геннадий Григорьевич (1929—2012) — советский и украинский учёный в области радиобиологии и гидробиологии моря, основатель морской радиоэкологии.
- Путинцев Михаил Савельевич (06.11.1892-20.09.1944) - житель Большой Глушицы, которому удалось сохранить Троицкую церковь в 1935-36 гг.

## Фотогалерея
- Улица Советская
- Историко-краеведческий музей
- Площадь
- Центр социальной помощи семье и детям
- Улица

## Достопримечательности
- Самый высокий отдельностоящий флагшток в России — высотой 35 метров[12], установлен в парке на площади 60 лет Октября. Торжественное открытие с участием губернатора Самарской области Н.И. Меркушкина 20.09.2017 г.[13]
- Историко-краеведческий музей[14].